# Wołomin Słoneczna
Wołomin Słoneczna – przystanek osobowy obsługiwany przez Koleje Mazowieckie. Przystanek znajduje się w okolicy osiedla Słoneczna przy alei Niepodległości oraz Galerii Wołomin przy ulicy Geodetów w mieście Wołomin, w województwie mazowieckim.

## Ruch pasażerski
| Rok  | Wymiana pasażerska na dobę |
| ---- | -------------------------- |
| 2017 | 3 000-4 000                |
| 2022 | 1 500-2 000                |

| Linia | Operator           | Trasa                                                                                          |
| ----- | ------------------ | ---------------------------------------------------------------------------------------------- |
| R60   | Koleje Mazowieckie | Warszawa Wileńska – Ząbki – Wołomin – Wołomin Słoneczna – Tłuszcz – Łochów – Małkinia – Czyżew |

## Powstanie przystanku
Przystanek powstał w 1955 roku dla pracowników pobliskiego zakładu Stolarka Wołomin S.A.

## Opis przystanku

### Peron
Przystanek składa się z jednego wysokiego peronu z dwoma krawędziami (kierunek Warszawa oraz kierunek Tłuszcz) 
- Peron 1 / Tor 14 obsługuje połączenia w kierunku Tłuszcza i Małkini.
- Peron 1 / Tor 16 obsługuje połączenia w kierunku Warszawy.

### Budynek przystanku (Nieistniejący od 2017 roku)

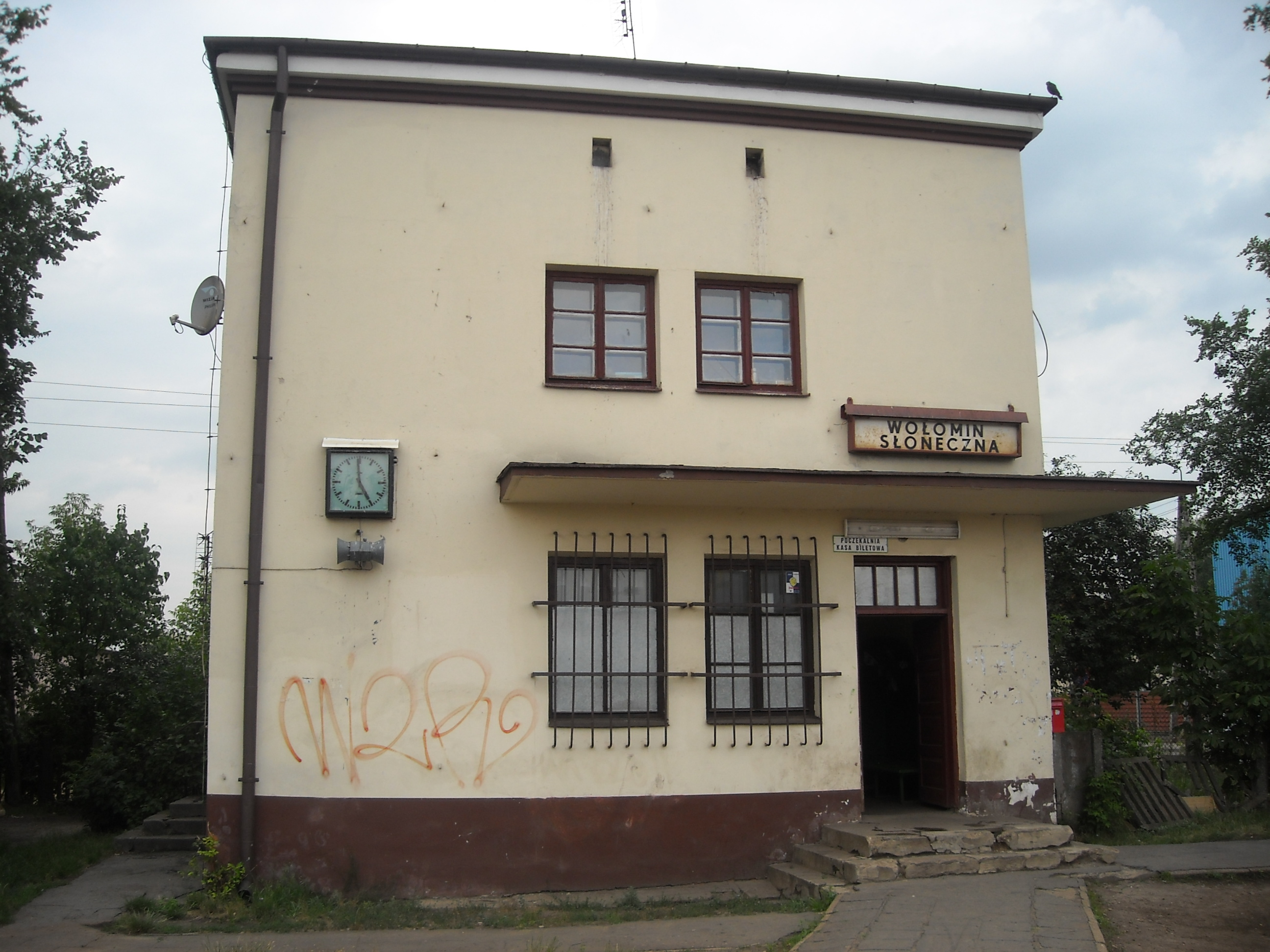
Budynek przystanku Wołomin Słoneczna

Budynek stacyjny znajdował się przy peronie 2. W obiekcie zlokalizowana była mała poczekalnia.
Budynek murowany, jednopiętrowy. Na parterze w jednej jego części znajdowała się poczekalnia, a w drugiej stanowisko kasowe i zaplecze. Na piętrze znajdowało się mieszkanie prywatne.

### Torowisko
Przystanek posiada dwa tory przelotowe linii kolejowej nr 6 Zielonka – Kuźnica Białostocka. Ponadto na północ od przystanku przebiega nieużywana i nieprzejezdna bocznica do Stolarki Wołomin oraz do przedsiębiorstwa Naftgaz.